# 17-Mile Drive

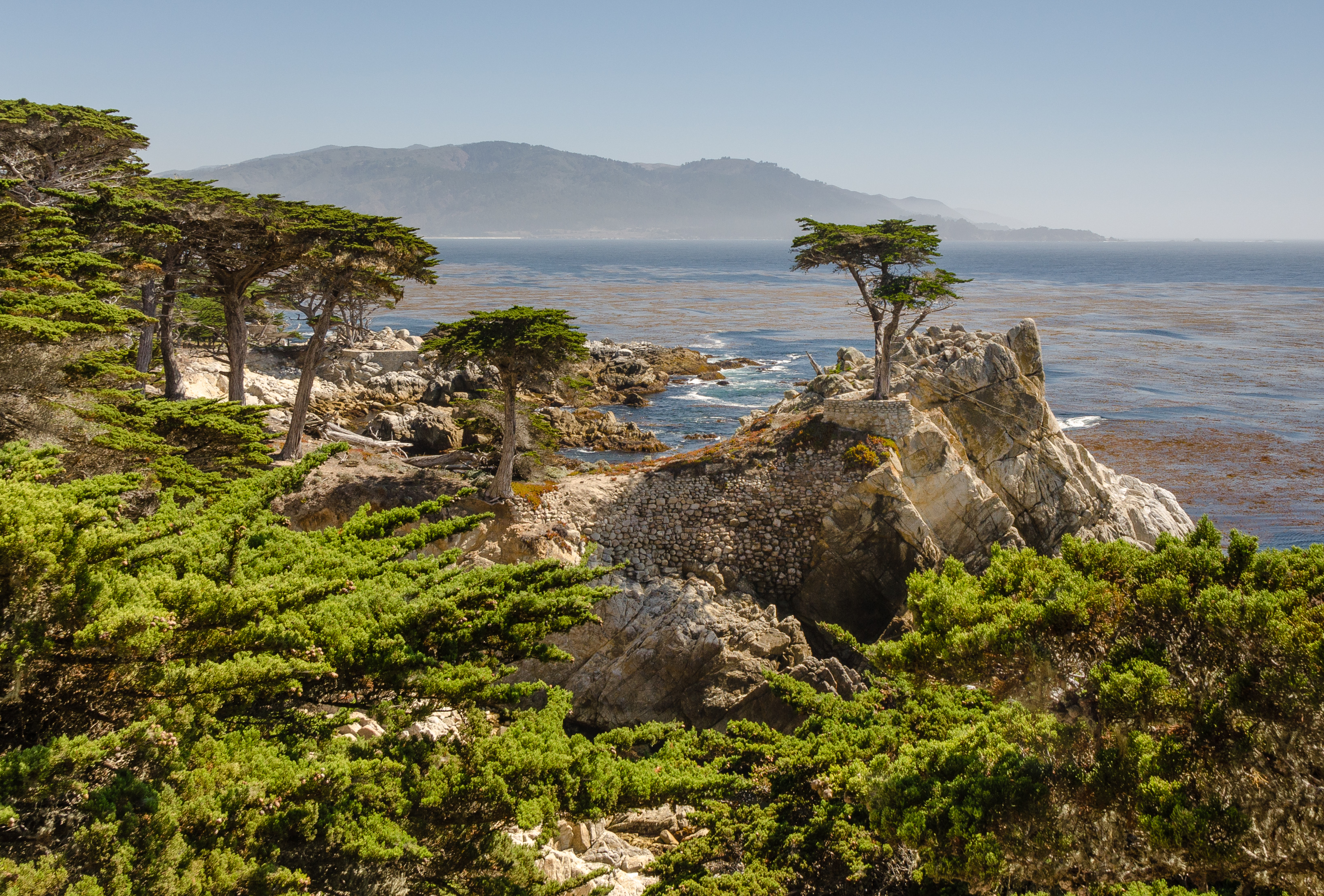
Hauptattraktion ist die „einsame Zypresse“, die auf einem Felsen im Meer wächst.

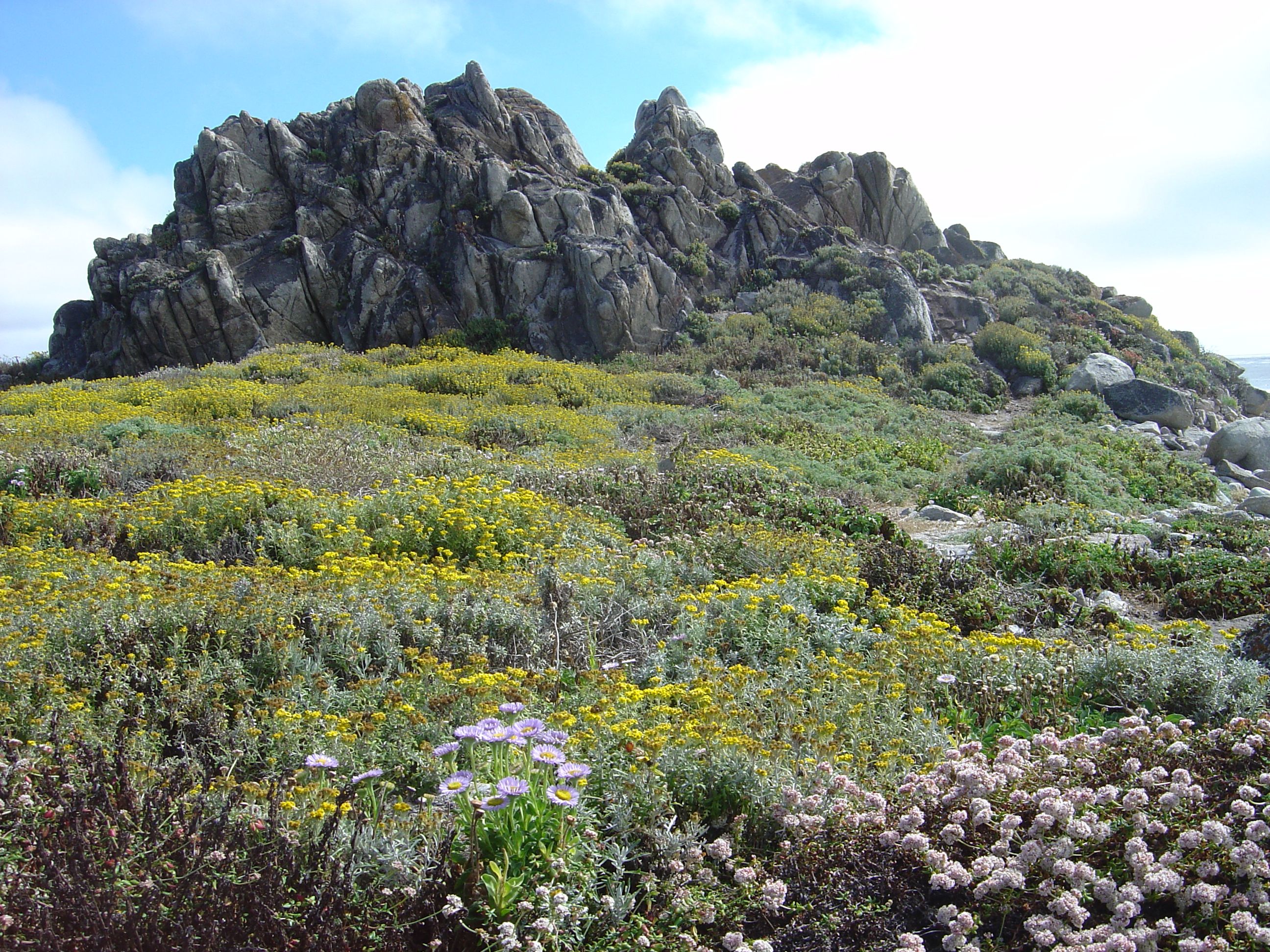
Blühende Wildblumen am Fuße des China Rock, einem der interessantesten Punkte des 17-Mile Drive

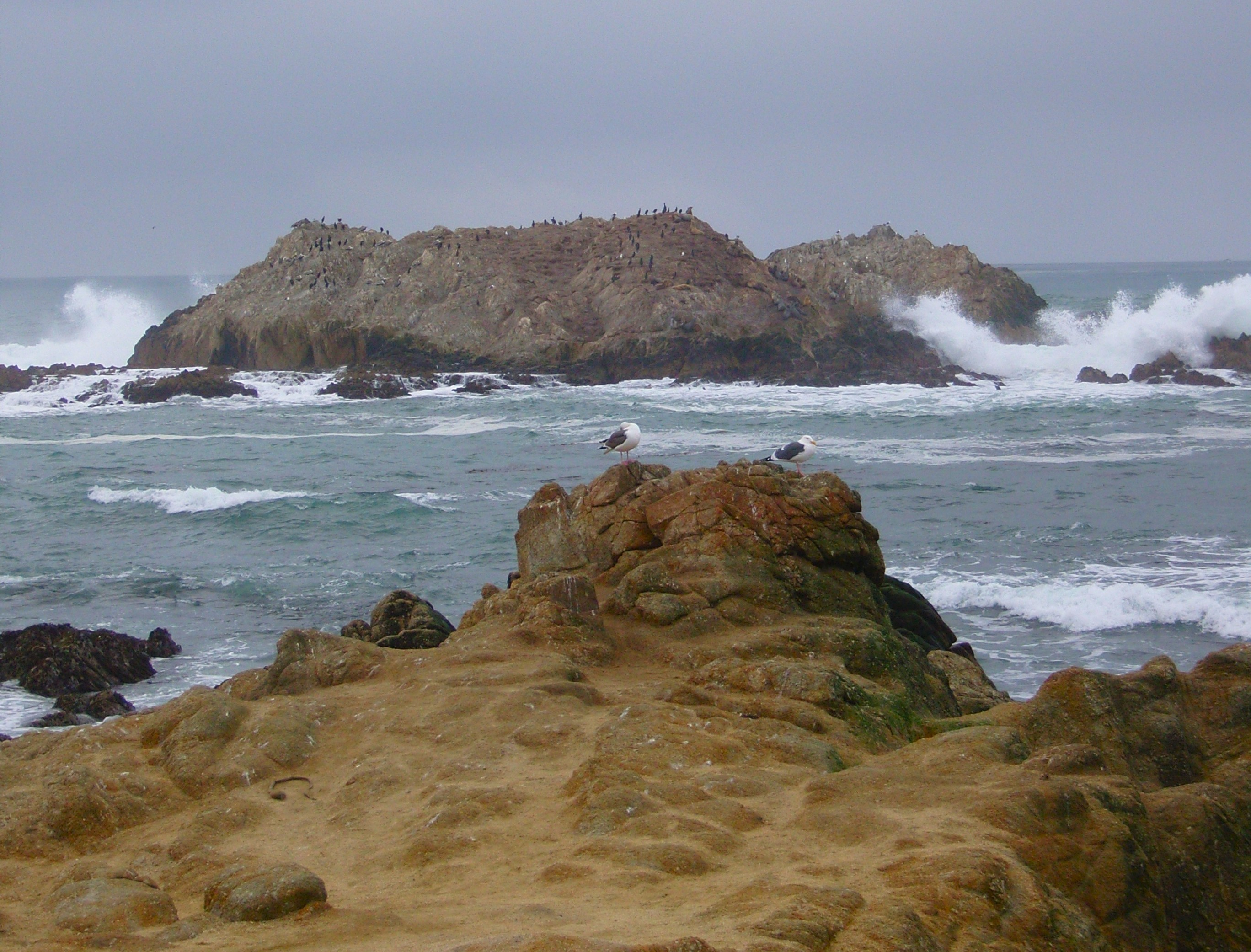
Bird Rock

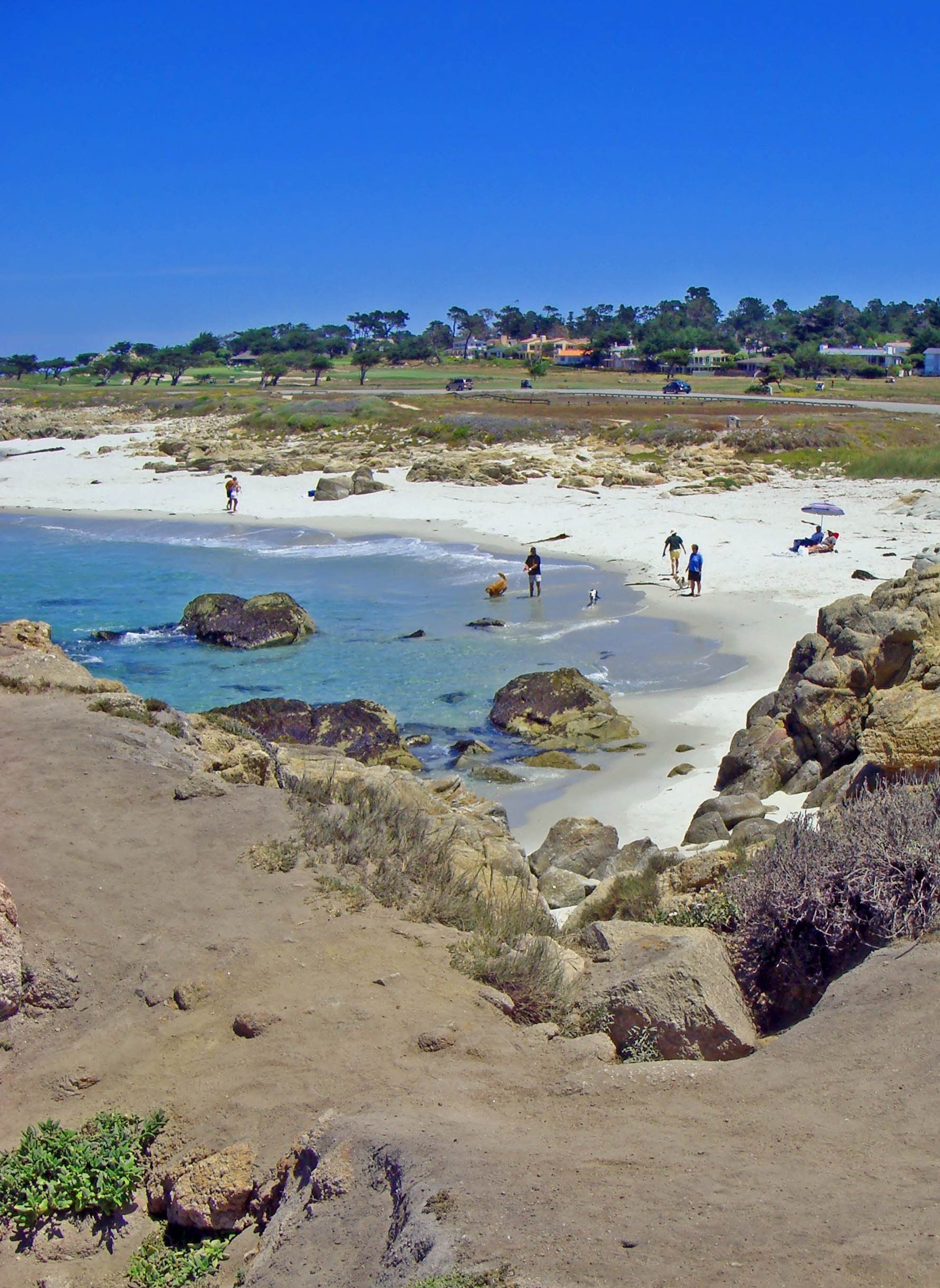
Pebble-Beach

Der 17-Mile Drive ist die Küstenstraße der Monterey-Halbinsel zwischen Carmel-by-the-Sea und Monterey im US-Bundesstaat Kalifornien. Sie erschließt die Gated Community von Pebble Beach mit drei 18-Loch-Golfplätzen.
Der direkte Küstenabschnitt ist fast unverbaut und weist mehrere romantische Aussichtspunkte und Naturdenkmäler auf. Deshalb gilt die Straße als Touristenattraktion und typisch für die Pazifikküste in Zentral-Kalifornien.
Ebenso wie die Community befindet sich auch die Straße im Besitz der Pebble Beach Company, die für das Befahren der Straße eine Gebühr von 12 US-Dollar (Stand: Oktober 2024) erhebt. Für Anwohner und deren Gäste ist der Eintritt frei; ebenso wie für Radfahrer und Fußgänger. Motorräder dürfen die Straße nicht befahren.

## Geschichte
Im Jahr 1602 entdeckten spanische Forscher die Halbinsel Monterey und kartografierten sie.
Samuel Finley Brown Morse (1886–1969), der ein entfernter Cousin von Samuel Finley Breese Morse (1791–1872) war und den Del Monte Forest verwaltete, war der Gründer der Pebble Beach Company und im frühen 20. Jahrhundert Manager für die Pacific Improvement Company. Die Firma hatte umfangreiche Immobilienanlagen auf der Halbinsel Monterey. Morse sagte, der Hauptzweck der Pebble Beach Company sei der Erhalt der Küste und des Waldes.
Die Küstenstraße des 17-Mile Drive wurde im Jahre 1881 als Ausflugsmöglichkeit für die Gäste des Nobelhotels del Monte angelegt.
Im Jahr 1916 schloss Morse einen Vertrag mit Jack Neville und Douglas Grant ab, um den Pebble Beach Golf Links zu entwerfen. Ein Jahr später begannen die Arbeiten zur Anlage des Golf-Links. Zwei Jahre darauf, 1919, wurde der Links für die Öffentlichkeit zugänglich.
Im Jahr 1929 fand das erste nationale Turnier – die US-Amateur Meisterschaften – am Pebble Beach statt. Im Jahr 1972 wurden die ersten US Open in Pebble Beach gehalten.

## Sehenswürdigkeiten
Es gibt 21 sehenswerte Punkte auf der Strecke, die von Besuchern angefahren werden können:
- Shepherd’s Knoll: Dies ist ein Aussichtspunkt über Monterey Bay und die Santa Cruz Mountains.
- Huckleberry Hill: Der Hügel wurde nach den zahlreichen Heidelbeersträuchern benannt. Darüber hinaus ist er eine der höchsten Erhebungen im Del Monte Forest.
- Poppy Hills Golf Course: Einer der drei Golfplätze während der AT&T Pro-Am.
- The Inn & Links at Spanish Bay: Die Hotelanlage wurde im Jahr 1987 von der Pebble Beach Company errichtet und ist auf die Übernachtung von Golfspielern ausgerichtet.
- Spanish Bay: Dies ist der Ort, an dem Don Gaspar de Potolá und seine Mannschaft im Jahr 1769 ihr Lager hatten, als sie auf der Suche nach Monterey Bay waren.
- The Restless Sea
- Point Joe: Die ersten Seefahrer stießen mit den Felsen an jener Stelle zusammen, da sie im Glauben waren, dies wäre die Zufahrt zu Monterey Bay.
- China Rock: Hier und am Point Joe bauten sich chinesische Fischer ihre Unterkunft an den Felsen.
- Bird Rock Hunt Couse: Der Ort war einst berühmt für Reiterjagden und Wettbewerbe im Hindernisreiten.
- Bird Rock: Im Frühling und im Sommer wird der Felsen von zahlreichen Kormoranen, Möwen und Pelikanen bewohnt.
- Seal Rock Picnic Area
- Spyglass Hill Golf Course: Der Golfplatz wurde von Robert Trent Jones entworfen und hat seinen Namen aus dem Roman Die Schatzinsel von Robert Louis Stevenson.
- Fanshell Overlook: An diesem Punkt versammeln sich jedes Jahr im Frühling mehrere Seehunde, um ihre Jungen zu gebären.
- Cypress Point Overlook: Seit über 100 Jahren ist dies der bevorzugte Punkt für einen Blick auf die Pazifik-Küste.
- Crocker Grove: In diesem Waldstück gibt es zahlreiche Arten von Kiefern und Zypressen.
- The Lone Cypress: Seit etwa 250 Jahren steht die „einsame Zypresse“ auf dem Felsen und widersteht den pazifischen Stürmen. Zum Schutz wurden jedoch Zäune und Kabel errichtet. Der Baum ist das Symbol der Pebble Beach Company.
- The Ghost Tree: Diese Monterey-Zypresse hat durch den Wind und das Wasser einen weißen Stamm.
- Pescadero Point
- The Lodge at Pebble Beach: Die Lodge wurde 1919 erbaut und ist das Zentrum des Pebble Beach Golf Links.

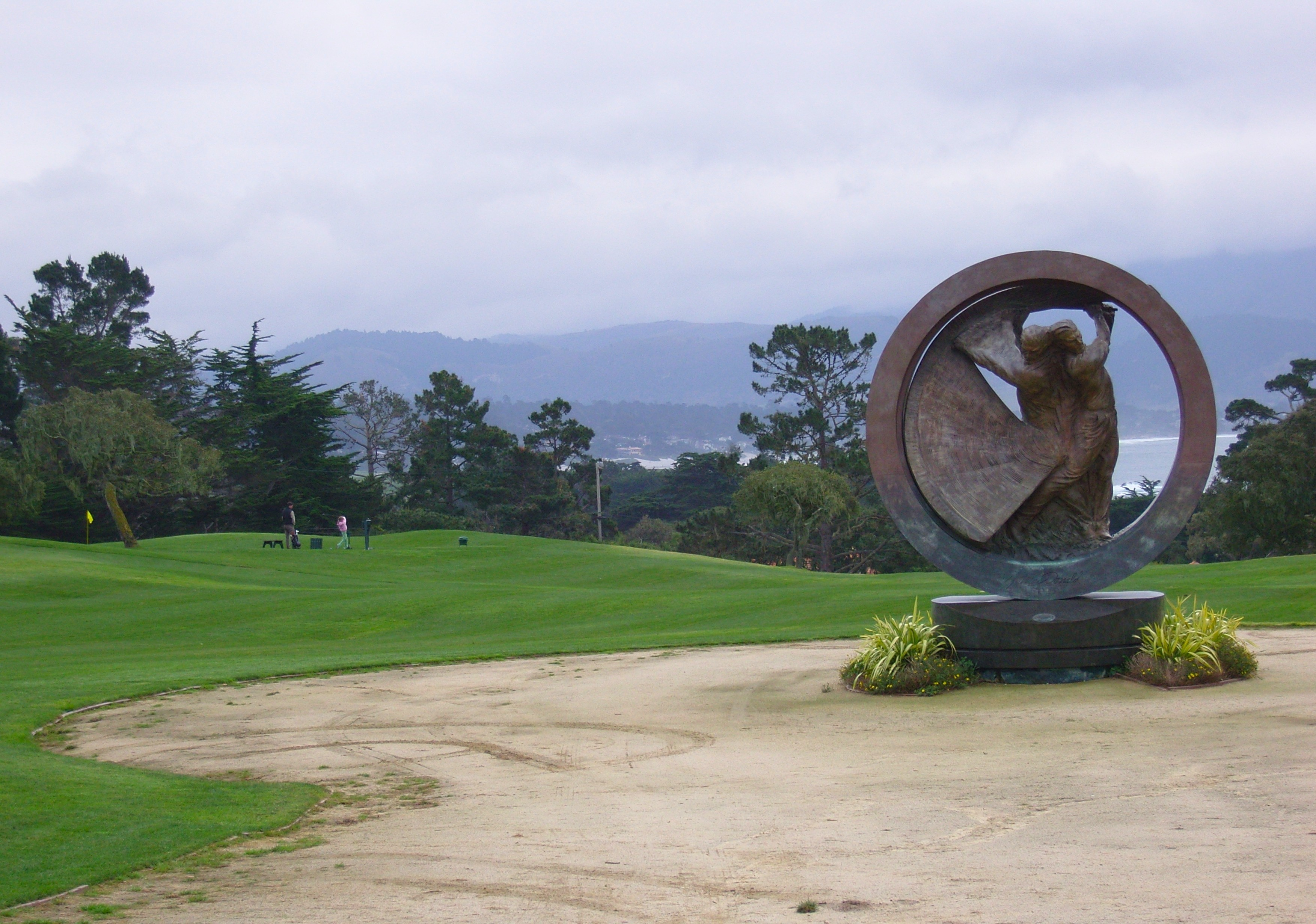
Die Bronze-Skulptur von Richard MacDonald

- Peter Hay Par-3 Golf Course and 100th U.S. Open 2000 Pebble Beach Monument: Der Künstler Richard MacDonald schuf eine 11,2 Tonnen schwere Bronze-Skulptur, die er den 100. US Open 2000 in Pebble Beach widmete.
- Pebble Beach Equestrian Center: Hier werden jedes Jahr mehrere Reitveranstaltungen abgehalten.